# Prionopelta brocha
Prionopelta brocha är en myrart som beskrevs av Wilson 1958. Prionopelta brocha ingår i släktet Prionopelta och familjen myror. Inga underarter finns listade i Catalogue of Life.

## Bildgalleri

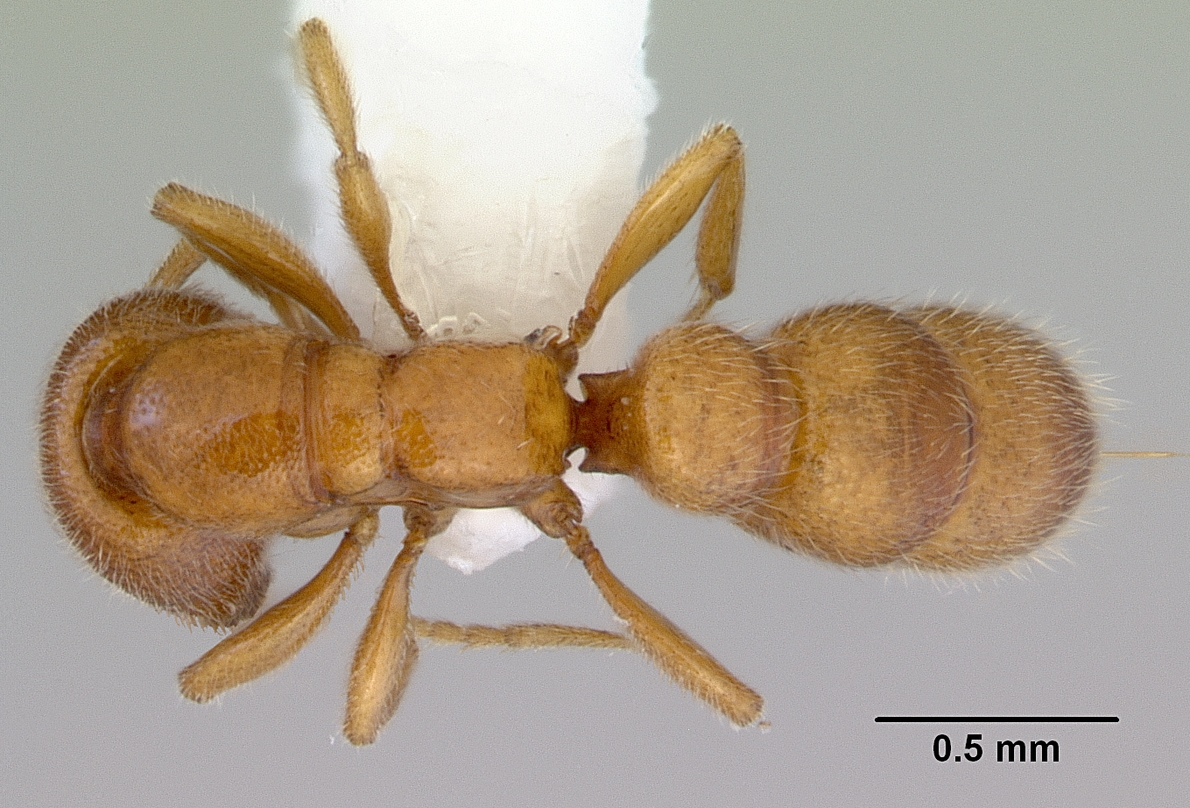
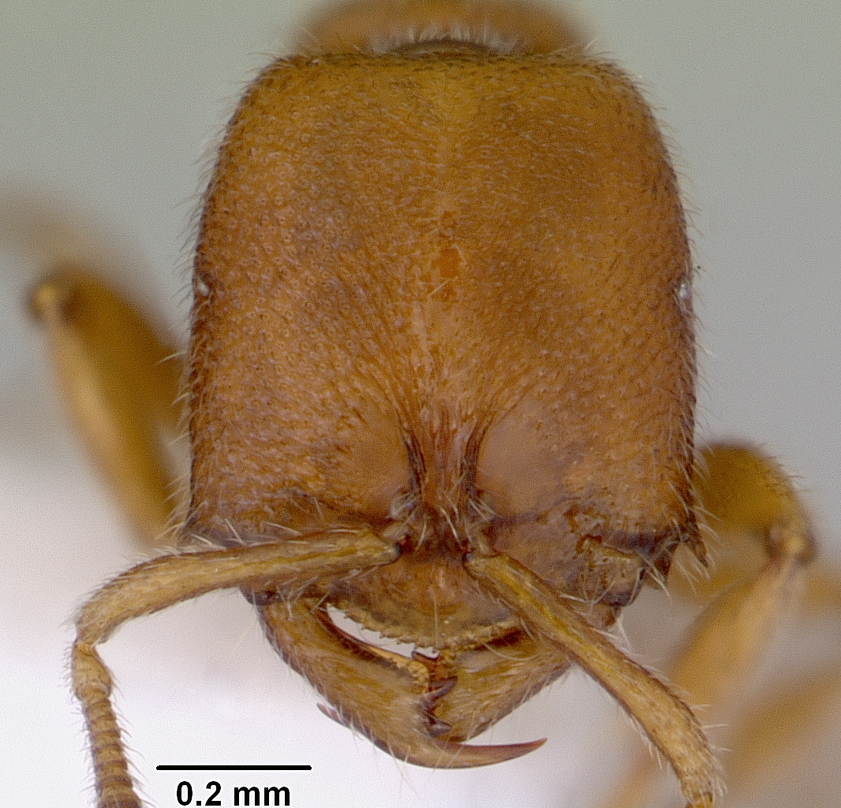
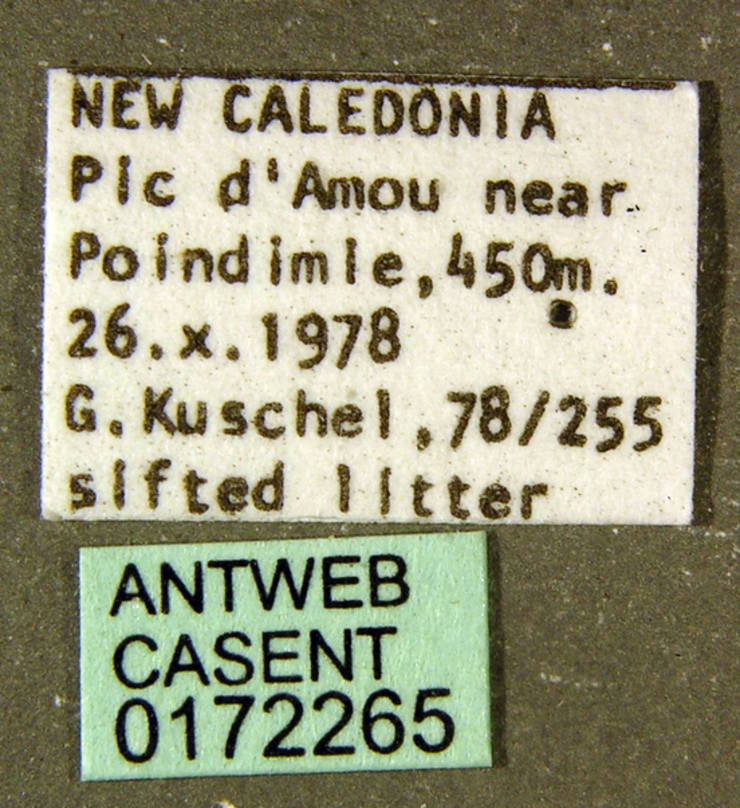
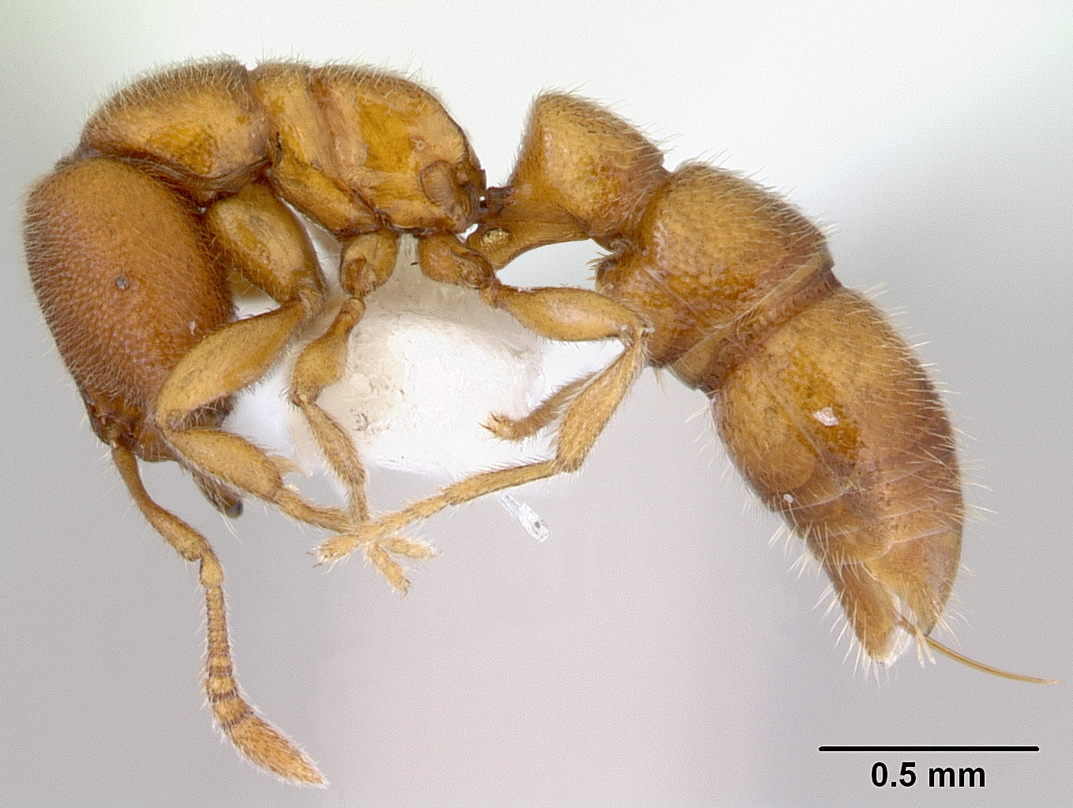
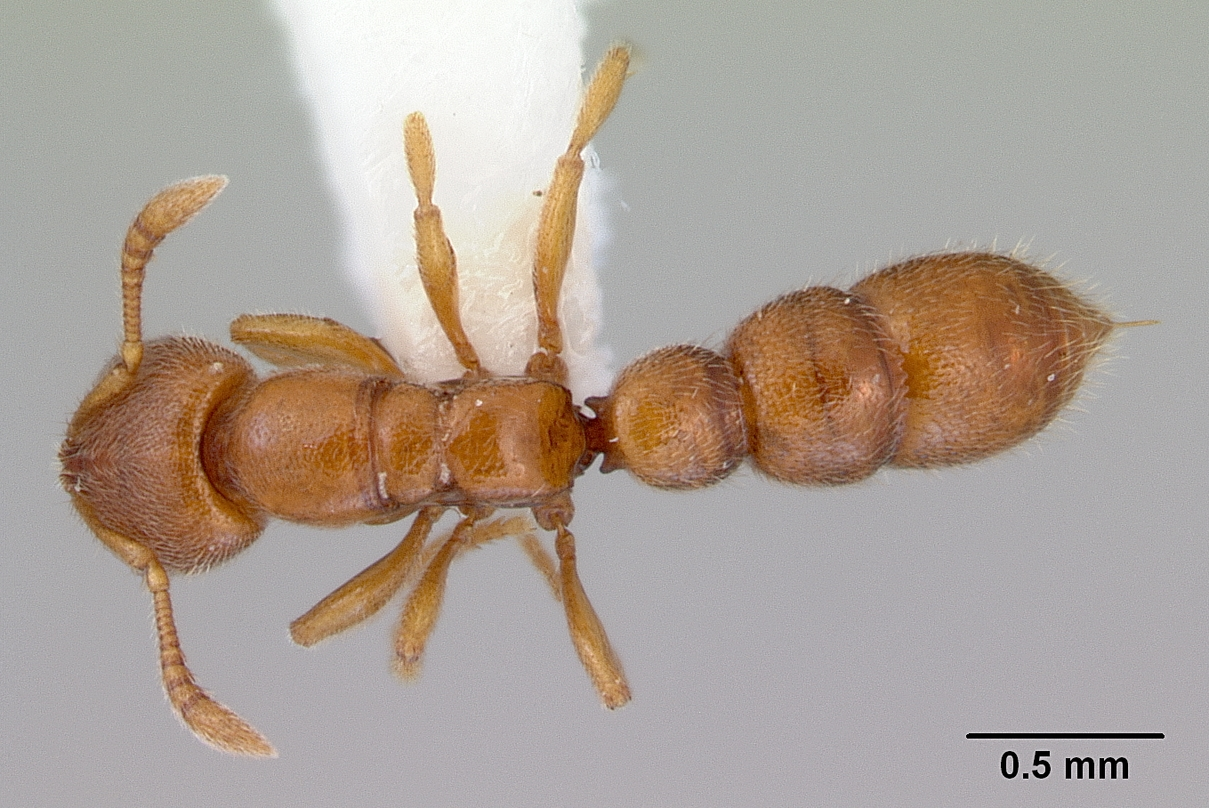
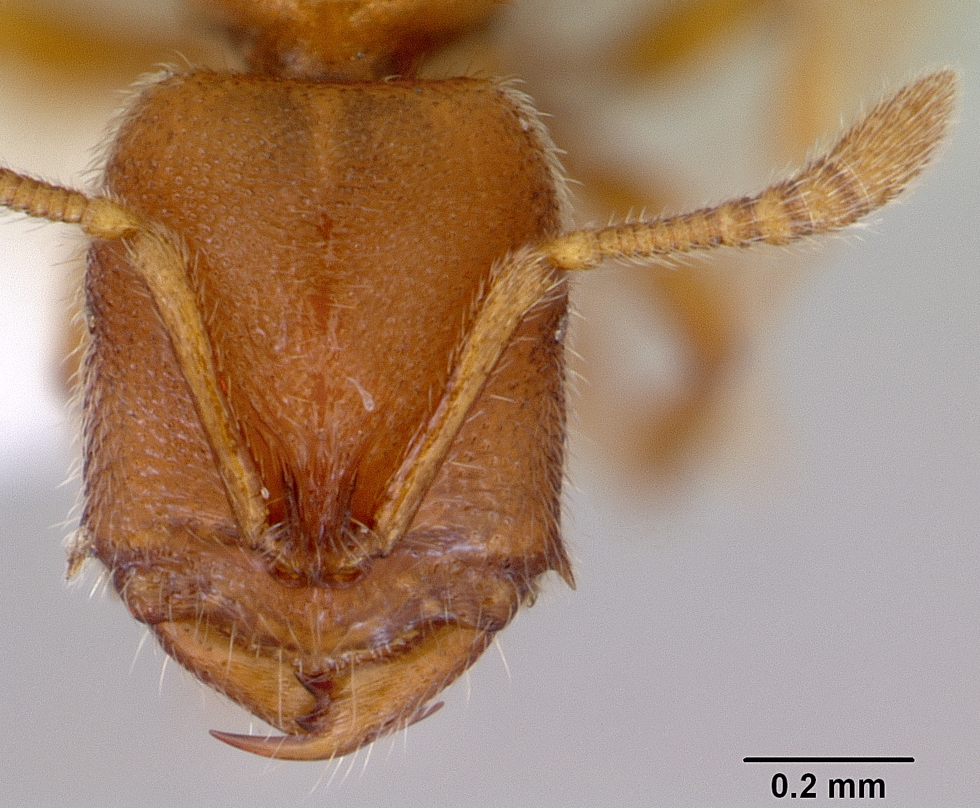